# ويليام وايلدر
ويليام وايلدر هو محامي وسياسي أمريكي، ولد في 14 مايو 1855 في بلفاست في الولايات المتحدة، وتوفي في 11 سبتمبر 1913 في واشنطن العاصمة في الولايات المتحدة. نشط حزبياً في الحزب الجمهوري. وقد انتخب عضو مجلس النواب الأمريكي ‏.